# سامسارا

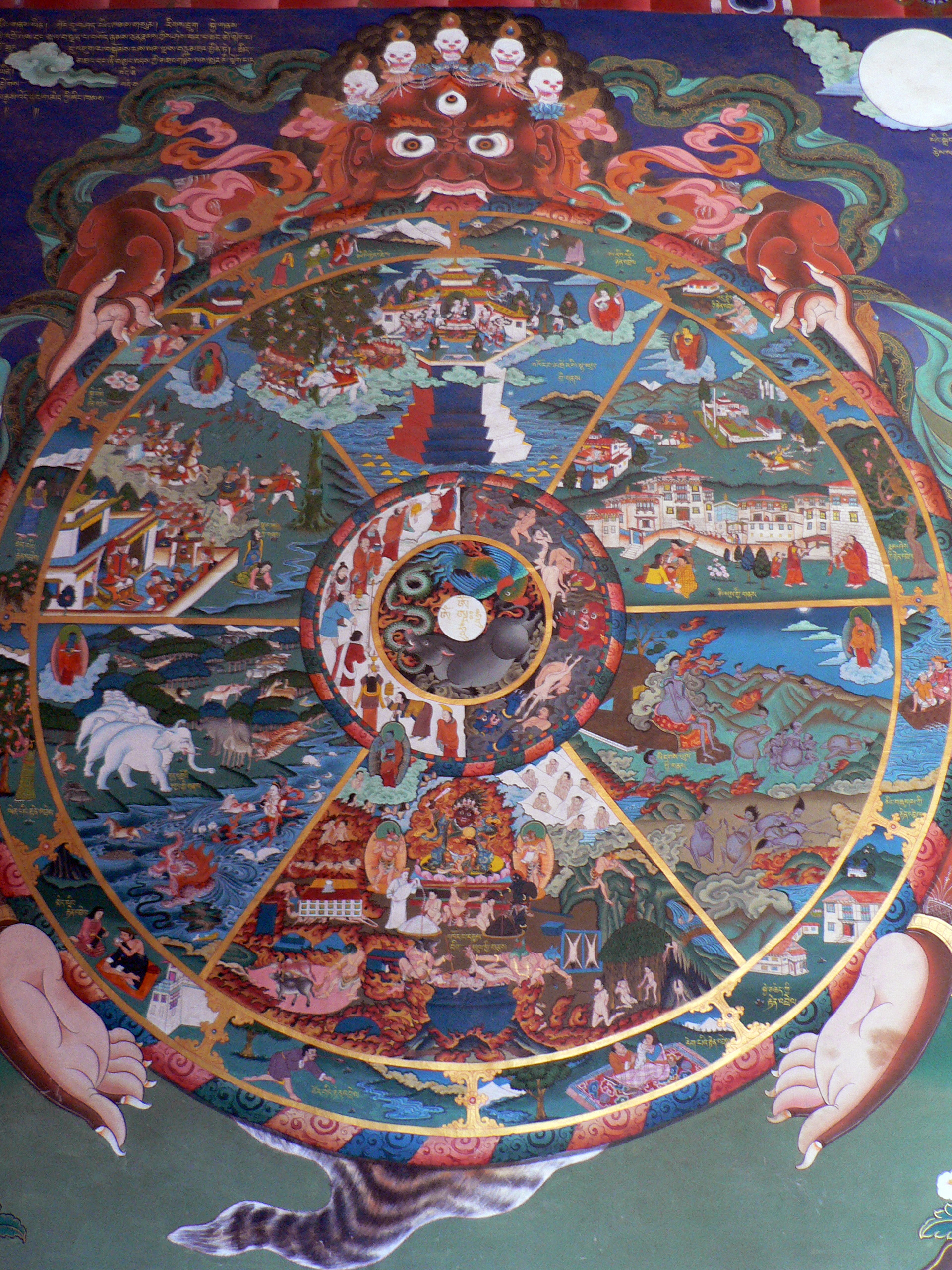
جدارية لعجلة الحياة (ترونجسا دزونج) في بوتان

سامسارا هو مصطلح باللغة السنسكريتية يعني "الحركة المستمرة"، أو "التدفق المستمر"، ويشير في البوذية إلى مفهوم دورة الميلاد ويترتب على ذلك الانحلال والموت، والتي يشارك فيها جميع البشر في الكون والتي لا يمكن الهرب منها إلا من خلال الاستنارة. ترتبط سامسارا بالمعاناة، وعادة ما تعتبر على أنها نقيض النيرفانا.